# Комбинаторная теорема о нулях
Комбинаторная теорема о нулях (теорема Алона, сombinatorial nullstellensatz) — алгебраическая теорема, связывающая коэффициент многочлена при определённом одночлене с его значениями. Теорема даёт нижнюю оценку на размеры комбинаторного параллелепипеда, на котором многочлен не равен тождественно нулю. Эта оценка зависит от степени старшего одночлена по каждой переменной.

## История
Впервые теорема была доказана и применена в статье Ноги Алона и Мишеля Тарси 1989 года и в дальнейшем развита Алоном, Натанзоном и Рузса в 1995—1996 годах.
Она была переформулирована Алоном в 1999 году.

## Формулировка теоремы
Далее запись {\displaystyle [{{x_{1}}^{d_{1}}\dots {x_{n}}^{d_{n}}}]f(x_{1},\dots ,x_{n})} означает коэффициент многочлена {\displaystyle f} при одночлене {\displaystyle {x_{1}}^{d_{1}}\dots {x_{n}}^{d_{n}}} в многочлене {\displaystyle f}.
Пусть {\displaystyle f(x_{1},\dots ,x_{n})} — многочлен над некоторым полем {\displaystyle K} и {\displaystyle {x_{1}}^{d_{1}}{x_{2}}^{d_{2}}\dots {x_{n}}^{d_{n}}} — его старший моном в том смысле, что в любом другом мономе (с ненулевым коэффициентом) степень хотя бы одной переменной меньше, чем в данном.
Теорема утверждает, что если {\displaystyle [{{x_{1}}^{d_{1}}\dots {x_{n}}^{d_{n}}}]f\not =0}, то для любых множеств {\displaystyle A_{1},\dots ,A_{n}} с мощностями {\displaystyle |A_{i}|\geq d_{i}+1}, найдутся {\displaystyle a_{i}\in A_{i}} такие, что {\displaystyle f(a_{1},\dots ,a_{n})\not =0}.

### Интерполяционный многочлен
Теорема непосредственно следует из обобщения формулы интерполяционного многочлена Лагранжа {\displaystyle f(x)=\sum \limits _{i=0}^{n}{y_{i}\prod \limits _{i\not =j}{\frac {x-x_{j}}{x_{i}-x_{j}}}}} для многочлена {\displaystyle f} степени {\displaystyle n}.
Из формулы Лагранжа можно вычленить старший коэффициент многочлена {\displaystyle [x^{n}]f=\sum \limits _{i=0}^{n}{{y_{i}}\prod \limits _{i\not =j}{\frac {1}{x_{i}-x_{j}}}}}.  В частности, правая часть зануляется на любом многочлене степени n−1.
Поэтому при заданном условии на степени монома {\displaystyle {x_{1}}^{d_{1}}\dots {x_{n}}^{d_{n}}} эта формула обобщается: правая часть
{\displaystyle [{{x_{1}}^{d_{1}}\dots {x_{n}}^{d_{n}}}]f=\sum \limits _{a_{1}\in A_{1}}\dots \sum \limits _{a_{n}\in A_{n}}{\frac {f(a_{1},\dots ,a_{n})}{\prod \limits _{a_{1}\not =b_{1}\in A_{1}}\dots \prod \limits _{a_{n}\not =b_{n}\in A_{n}}{(a_{1}-b_{1})\dots (a_{n}-b_{n})}}}}
может зависеть только от {\textstyle [{{x_{1}}^{d_{1}}\dots {x_{n}}^{d_{n}}}]f}, откуда и следует равенство и, очевидным образом, теорема о нулях.

## Приложения
Комбинаторная теорема о нулях может использоваться для доказательства теорем существования, когда существование ненулевого значения многочлена в некоторой точке означает удовлетворение некоторого объекта искомому свойству, а множество всех объектов (среди которых нужно доказать существование) взаимно-однозначно сопоставляется со множеством возможных наборов значений переменных.

### Теорема Алона — Фридланда — Калаи
Рассмотрим для примера следующую теорему:
| Пусть {\displaystyle p} — простое число и для графа {\displaystyle G=(V,E)} максимальная степень {\displaystyle \Delta (G)\leq 2p-1}, а средняя степень {\displaystyle {\frac {2\|E\|}{\|V\|}}>2p-2}. Тогда в {\displaystyle G} есть {\displaystyle p}-регулярный подграф. |

Обозначим через {\displaystyle E(v)} множество рёбер, смежных вершине {\displaystyle v}. Для доказательства теоремы рассмотрим многочлен в поле {\displaystyle {\mathbb {Z} }_{p}} (по модулю {\displaystyle p}) от {\displaystyle |E|} переменных, соответствующих рёбрам графа.
{\displaystyle P(x_{1},\dots ,x_{|E|})=\prod \limits _{v\in V}{\left({1-\left({\sum \limits _{e\in E(v)}{x_{e}}}\right)^{p-1}}\right)}-\prod \limits _{e\in E}(1-x_{e})}
В этом многочлене коэффициент при старшем мономе {\displaystyle \prod \limits _{e\in E}{x_{e}}} не равен нулю. При этом, очевидно, {\displaystyle P(0,\dots ,0)=0}. Следовательно, существует непустой набор рёбер таких, что если для них положить {\displaystyle x_{e}=1}, а для остальных {\displaystyle x_{e}=0}, то многочлен на таком наборе примет ненулевое значение.
Так как вычитаемое в {\displaystyle P} будет нулём на всяком ненулевом наборе, то в рассматриваемом наборе {\displaystyle \sum \limits _{e\in E(v)}{x_{e}}\equiv 0\ (mod\ p)} для всех {\displaystyle v}, то есть в подграфе из этих рёбрер все степени вершин кратны {\displaystyle p}. А так как они все по условию строго меньше чем {\displaystyle 2p}, то, удалив вершины с нулевой степенью, получим непустой {\displaystyle p}-регулярный подграф.

### Усиление теоремы Коши — Давенпорта
Далее {\displaystyle p} — простое число.
Теорема Коши — Давенпорта, утверждающая, что {\displaystyle |A+B|=|\{{a+b:a\in A,b\in B}\}|\geq \min\{{p,|A|+|B|-1}\}} для {\displaystyle A\subset {\mathbb {Z} }_{p},B\subset {\mathbb {Z} }_{p}}, относительно несложно доказывается элементарными методами.
Однако для её усиления вида {\displaystyle |A\oplus B|=|\{{a+b:a\in A,b\in B,a\not =b}\}|\geq \min\{{p,|A|+|B|-2}\}} для {\displaystyle A\subset {\mathbb {Z} }_{p},B\subset {\mathbb {Z} }_{p},A\not =B} пока не удаётся найти комбинаторного доказательства. Но она легко доказывается через комбинаторную теорему о нулях.
Докажем это усиление от противного. Будем предполагать, что {\displaystyle |A|+|B|-2\leq p}, потому что иначе из множеств можно просто убрать некоторые элементы.
Если {\displaystyle |A|=|B|}, то при {\displaystyle A\cap B=\varnothing } утверждение теоремы соответствует утверждению оригинальной теоремы Коши-Давенпорта. Если же {\displaystyle A\cap B\not =\varnothing }, то, так как {\displaystyle A\not =B}, можно воспользоваться тем фактом, что {\displaystyle (A\cap B)\oplus (A\cup B)\subset A\oplus B} и провести индукцию по размеру минимального из множеств {\displaystyle A} и {\displaystyle B}.
Следовательно, достаточно рассмотреть случай {\displaystyle |A|\not =|B|}. Пусть {\displaystyle (A\oplus B)\subset C} и {\displaystyle |C|=|A|+|B|-3}. Рассмотрим многочлен {\displaystyle (x-y)\prod \limits _{c\in C}{(x+y-c)}}. Этот многочлен явно имеет ненулевой по модулю {\displaystyle p} коэффициент при мономе {\displaystyle x^{|A|-1}y^{|B|-1}}, который выражается через разность биномиальных коэффициентов. Однако для {\displaystyle x\in A}, {\displaystyle y\in B} этот многочлен всегда обращается в ноль, что противоречит комбинаторной теореме о нулях.